# Epione semenovi
Epione semenovi är en fjärilsart som beskrevs av Alexander Michailovitsch Djakonov 1936. Epione semenovi ingår i släktet Epione och familjen mätare. Inga underarter finns listade i Catalogue of Life.